# Миле Думановски
Миле Денков Думановски е български просветен деец и революционер, деец на Вътрешната македоно-одринска революционна организация.

## Биография
Миле Думановски е роден в 1866 година в град Куманово, тогава в Османската империя. Завършва основно образование в кумановското българско училище „Св. св. Кирили и Методий“, а след това завършва трети клас в Скопската българска гимназия. Взима дейно участие в националноосвободителните борби на българите в Македония и влиза във ВМОРО в 1895 година. Миле Думановски развива и просветна дейност и става учител в светиниколското село Сопот. В 1897 година при изухването на Винишката афера пострадва от властите и е арестуван, но след това се освобождава. По-късно отново е затворен от османските власти и лежи три години в затвор около събитията по убийството на Боби войвода. След идване на новата сръбска власт в Кумановско Миле Думановски е осъден за пробългарската си дейност на 10 години на заточение, тежък каторжен затвор в периода 1918 – 1928 година.
На 17 април 1943 година, като жител на Куманово, подава молба за българска народна пенсия, която е одобрена и пенсията е отпусната от Министерския съвет на Царство България.